# Allée des Tanneurs
L'allée des Tanneurs  est une voie de Nantes, en France. 

## Situation et accès
Située dans le centre-ville de Nantes, il s'agit d'un ancien quai qui bordait la rive droite du cours de l'Erdre, dont le comblement d'une portion permit la création du cours des 50-Otages.
Située dans le centre-ville de Nantes, l'allée des Tanneurs, est un secteur piétonnier, qui forme une partie du cours des 50-Otages, le longe sur son côté est, et sert de nos jours de référence aux adresses postales des immeubles bordant celui-ci. Elle relie la place du Cirque (à la jonction avec la rue de l'Arche-Sèche) à la place du Pont-Morand (à la jonction avec la rue Paul-Bellamy), et prolongée au sud par l'allée d'Orléans. Elle est rejointe, sur son côté ouest, du sud au nord, par la rue Beaurepaire, la rue de l'Arche-Sèche, la rue Didienne, ruelle des Tanneurs, la rue Le Nôtre et la rue Moquechien. L'intégralité son côté oriental est longée par la ligne 2 du tramway de Nantes.

## Origine du nom
Le nom lui vient de la présence de tanneries dans le quartier environnant. Une petite artère perpendiculaire baptisée « ruelle des Tanneurs » rejoignant la ruelle du Petit-Bourgneuf trouve la même explication.

## Historique
L'installation des tanneries dans ce qui donnera plus tard naissance au quartier du Marchix, situé à proximité, remonte au XVIIIe siècle. Le projet d'aménagement du quai en lui-même date de 1791.
C'est en juin 1837 que la Compagnie européenne du gaz inaugure une usine destinée à l'éclairage des particuliers, sur la partie amont du quai. Trois ans plus tard, la compagnie s'engage auprès de la municipalité à fournir, durant les 18 années suivantes, l'alimentation de l'éclairage des rues, places et autres voies publiques de la ville. Depuis la nationalisation des compagnies de gaz et d'électricité, le site est occupé aujourd'hui par des locaux d'EDF et GDF.
À la fin du XIXe siècle, l'abbaye Notre-Dame de Melleray expédie de nombreuses charrettes d'écorce de chêne, nécessaire à l'alimentation des fosses à tan, pour alimenter les tanneries regroupées le long du quai. Cette activité quitte les bords de l'Erdre progressivement, pour gagner la rue Grande-Biesse, le quai Magellan et la rue Dos-d'Âne.
Jusqu'aux années 1920, deux franchissements permettaient d'accéder depuis le quai à la rive opposée de la rivière : le « pont Morand », à l'extrémité nord ; le « pont de l'Hôtel de Ville », à l'extrémité sud. Ceux-ci furent détruits lors des travaux de comblement de l'Erdre, qui durèrent de 1929 à 1945. Depuis lors, le quai a été transformé en allée permettant de desservir les habitations riveraines, séparée du cours des 50-Otages par une rangée d'arbres.
Les travaux de prolongement de la deuxième ligne de tramway, au début des années 1990, permettent un réaménagement complet du cours, donnant à l'allée son caractère piétonnier actuel. À son extrémité nord est aménagée la station de tramway : 50 Otages.
En avril 2019, un permis de construire autorise l'édification d'un immeuble sur l'actuel site du restaurant « Hippopotamus » situé au no 7 de l'allée dans un bâtiment datant de 1872, construit pour la Maison Aubert et Touvenin. Celui-ci intégrera : trois salles de cinéma géré par le cinéma associatif « Le Cinématographe » qui doit quitter l'ancienne chapelle des Carmélites situé dans la rue du même nom, ainsi des logements.

## Bâtiments remarquables et lieux de mémoire
Au no 9, se trouvait le garage de l'Hôtel de Ville qui était tenu par Raymond Demy, le père du cinéaste Jacques Demy. La famille y était également domiciliée.

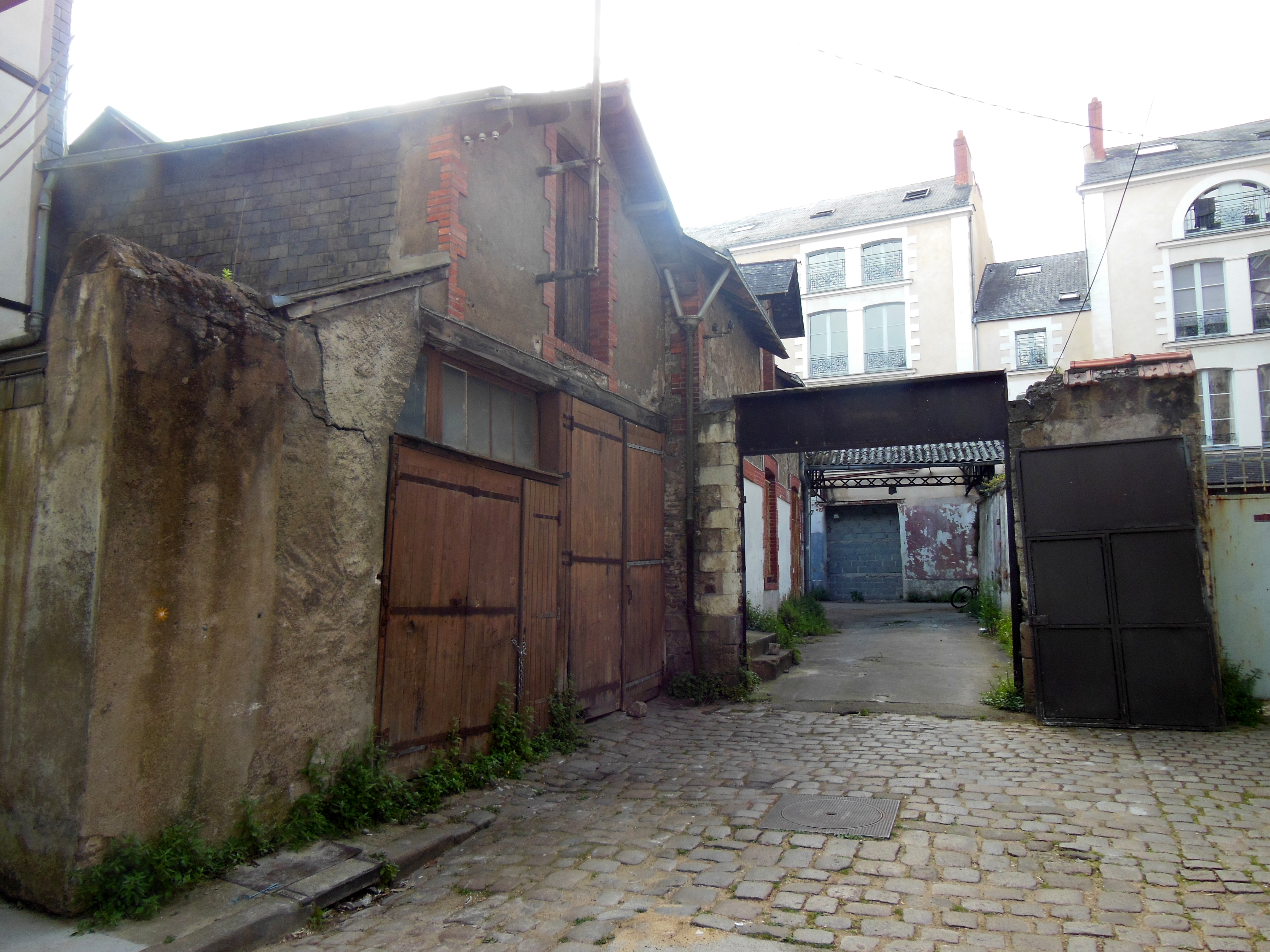
9 allée des Tanneurs, cour de l'ancien garage Demy
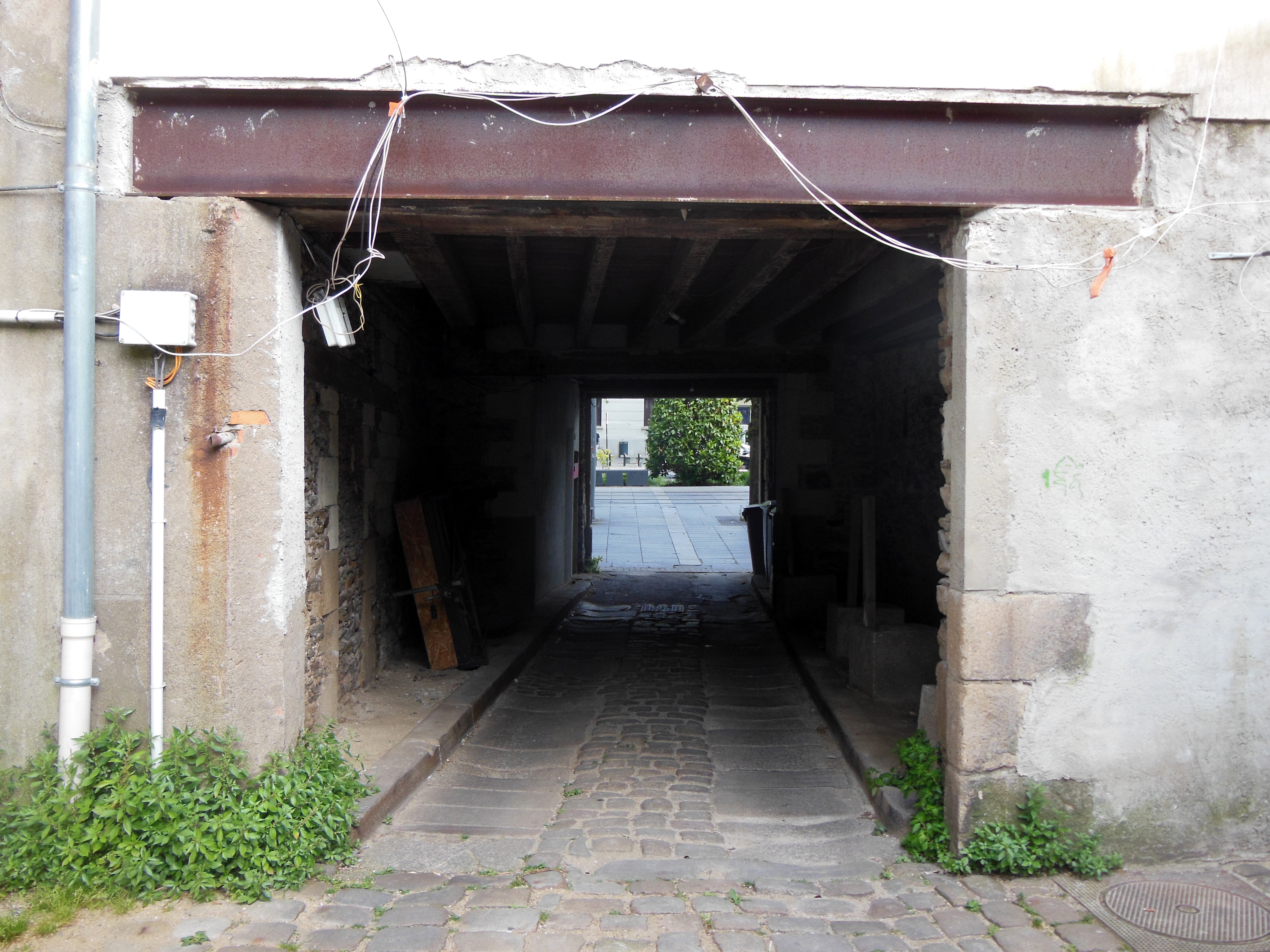
Vue de la cour en direction du Cours des 50 Otages
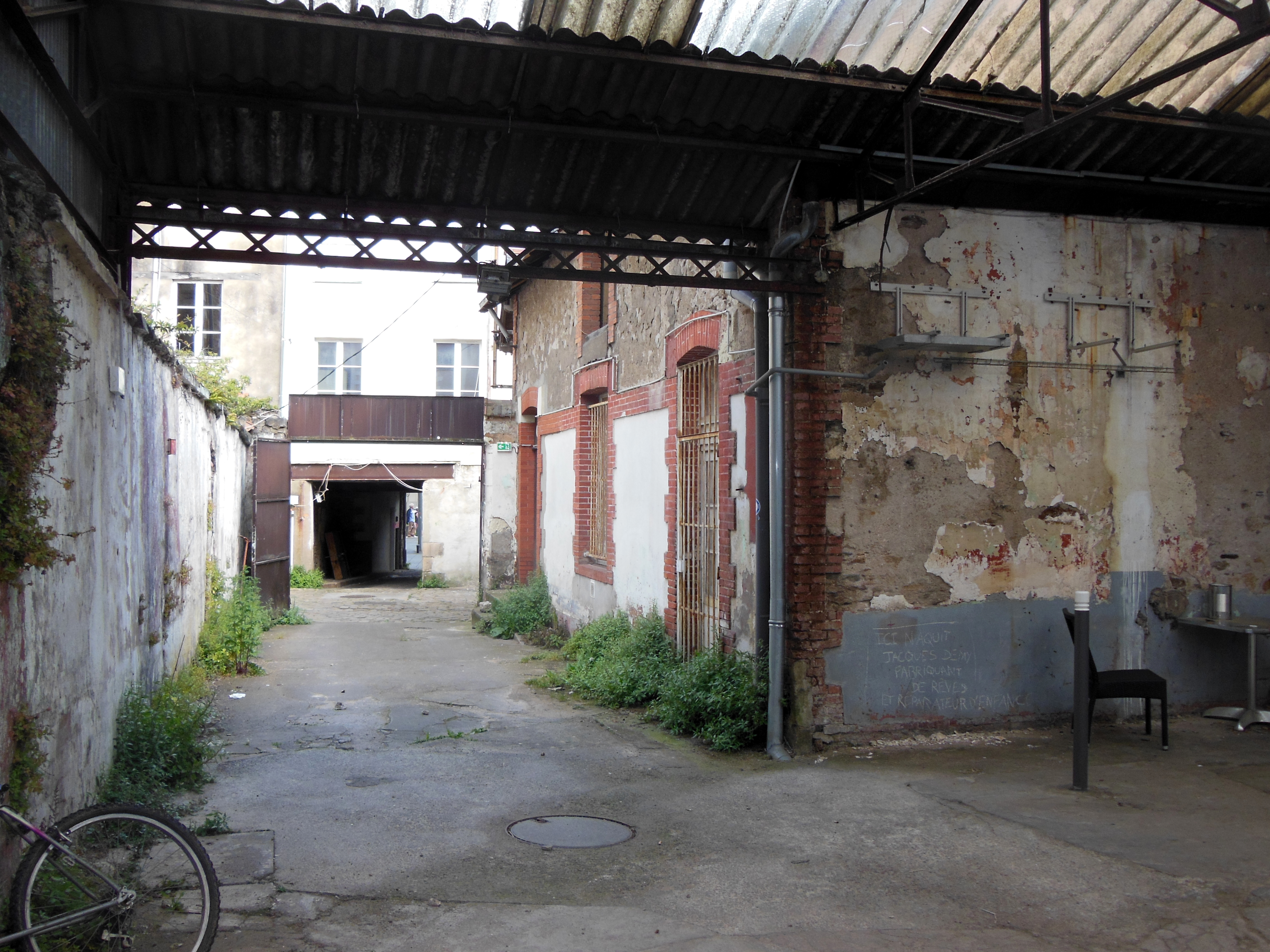

Au no 13 se tient le siège de la délégation régionale Gaz de France (GDF).